# 졸파가르 미사일

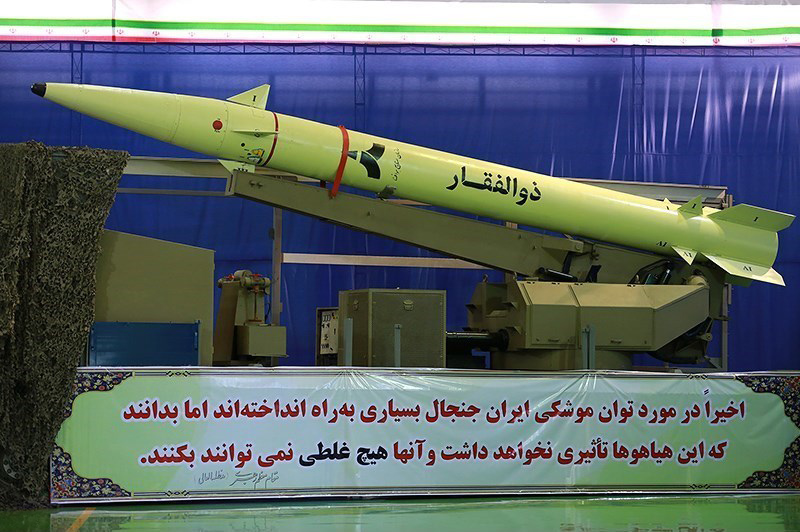
이란 졸파가르 미사일

졸파가르 미사일은 이란의 단거리 지대지 탄도 미사일이다.

## 역사
1단 고체연료를 사용하며, 알리 이븐 아비 탈리브의 졸파가르 검에서 이름을 따왔다. 이란은 졸파가르 훈장이 최고무공훈장이며, 졸파가르 탱크도 있다.
파테-110 SRBM 또는 파테-313 미사일 계열로 추정된다.
2016년 공개되었고, 2017년 파테-110 장거리 버전으로 실전배치되었다. 파테-110 미사일은 사거리 300 km, 2002년에 실전배치되었다.
2017년 6월 17일, 2017년 데이르 에조르 미사일 공격에 처음으로 실전에서 사용되었다. 시리아 데이르 에조르의 ISIS에 졸파가르 6발을 발사했다. 지난 7일 이란 수도 테헤란 의사당과 호메이니 묘역에서 발생한 동시다발 테러에 대한 보복이다.
2016년 9월 25일, 열병식에서 최초로 공개되었으며, 후세인 데간 이란 국방장관은 사거리 700 km 라고 말했다.
2019년 2월, 이란은 졸파가르의 새로운 장거리 버전인 데즈풀 미사일을 공개했다. 사거리 1000 km이며, 단거리가 아니라 중거리 미사일(MRBM)이다.

## 개발연혁
- FROG-7,  러시아, 무게 2.5톤, 탄두중량 550 kg, 사거리 70 km, 무유도 로켓, 1964년
- 젤잘-1,  이란, 사거리 160 km, 무유도 로켓, 1990년
- 젤잘-2,  이란, 무게 3.5톤, 사거리 200 km, 무유도 로켓, 1998년
- 파테-110,  이란, 무게 3.5톤, 탄두중량 650 kg, 사거리 300 km, GPS, 광학 유도, 2002년
- 젤잘-3,  이란, 무게 3.8톤, 사거리 250 km, GPS 유도, 2007년
- 파테-313,  이란, 사거리 500 km, 2015년
- 졸파가르 미사일,  이란, 사거리 700 km, 2016년
- 데즈풀 미사일,  이란, 사거리 1000 km, 2019년

## 같이 보기
- 파테-110
- 파테-313
- 데즈풀 미사일